# Liste der Sejmabgeordneten der VII. Wahlperiode (2011–2015)
Sejmabgeordnete der VII. Wahlperiode sind die Abgeordneten, die bei den polnischen Parlamentswahlen am 9. Oktober 2011 in den Sejm gewählt wurden.

## Liste der Abgeordneten nach Parteizugehörigkeit

### Platforma Obywatelska
- Małgorzata Adamczak
- Tadeusz Arkit
- Bartosz Arłukowicz
- Paweł Arndt
- Urszula Augustyn
- Tadeusz Aziewicz
- Marek Biernacki
- Andrzej Biernat
- Leszek Blanik
- Joanna Bobowska
- Jerzy Borowczak
- Łukasz Borowiak
- Krzysztof Brejza
- Jacek Brzezinka
- Beata Bublewicz
- Borys Budka
- Jerzy Budnik
- Bożenna Bukiewicz
- Andrzej Buła
- Renata Butryn
- Jarosław Charłampowicz
- Stanisław Chmielewski[1]
- Małgorzata Chomycz
- Janusz Cichoń
- Piotr Cieśliński
- Marian Cycoń
- Barbara Czaplicka
- Czesław Czechyra
- Zofia Czernow
- Andrzej Czerwiński
- Alicja Dąbrowska
- Ewa Drozd
- Artur Dunin
- Zenon Durka
- Janusz Dzięcioł
- Waldy Dzikowski
- Joanna Fabisiak
- Jerzy Fedorowicz
- Arkady Radosław Fiedler
- Krzysztof Gadowski
- Andrzej Gałażewski
- Elżbieta Gapińska
- Stanisław Gawłowski
- Lidia Gądek
- Magdalena Gąsior-Marek
- Elżbieta Gelert
- Łukasz Gibała
- Artur Gierada
- Czesław Gluza
- Tomasz Głogowski
- John Godson
- Jarosław Gowin
- Cezary Grabarczyk
- Aleksander Grad
- Mariusz Grad
- Paweł Graś
- Rafał Grupiński
- Andrzej Gut-Mostowy
- Iwona Guzowska
- Andrzej Halicki
- Katarzyna Hall
- Agnieszka Hanajczyk
- Marek Hok
- Teresa Hoppe
- Stanisław Huskowski
- Maria Janyska
- Tadeusz Jarmuziewicz
- Michał Jaros
- Leszek Jastrzębski
- Roman Kaczor
- Bożena Kamińska
- Andrzej Kania
- Włodzimierz Karpiński
- Jarosław Katulski
- Jan Kaźmierczak
- Małgorzata Kidawa-Błońska
- Marcin Kierwiński
- Joanna Kluzik-Rostkowska
- Krystyna Kłosin
- Magdalena Kochan
- Brygida Kolenda-Łabuś
- Agnieszka Kołacz-Leszczyńska
- Ewa Kołodziej
- Zbigniew Konwiński
- Ewa Kopacz
- Domicela Kopaczewska
- Leszek Korzeniowski
- Roman Kosecki
- Sławomir Kowalski
- Jacek Kozaczyński
- Jerzy Kozdroń
- Iwona Kozłowska
- Mirosław Koźlakiewicz
- Ligia Krajewska
- Robert Kropiwnicki
- Marek Krząkała
- Cezary Kucharski
- Barbara Kudrycka
- Jan Kulas[2]
- Krzysztof Kwiatkowski
- Stanisław Lamczyk
- Józef Lassota
- Tomasz Lenz
- Izabela Leszczyna
- Arkadiusz Litwiński
- Marek Łapiński
- Zofia Ławrynowicz
- Beata Małecka-Libera
- Jagna Marczułajtis-Walczak
- Katarzyna Matusik-Lipiec
- Antoni Mężydło
- Rajmund Miller
- Konstanty Miodowicz
- Czesław Mroczek
- Izabela Mrzygłocka
- Joanna Mucha
- Killion Munyama
- Anna Nemś
- Sławomir Neumann
- Dorota Niedziela
- Małgorzata Niemczyk
- Stefan Niesiołowski
- Tomasz Nowak
- Mirosława Nykiel
- Marzena Okła-Drewnowicz
- Janina Okrągły
- Alicja Olechowska
- Paweł Olszewski
- Maciej Orzechowski
- Andrzej Orzechowski
- Konstanty Oświęcimski
- Zbigniew Pacelt
- Witold Pahl
- Paweł Papke
- Małgorzata Pępek
- Sławomir Piechota
- Elżbieta Pierzchała
- Danuta Pietraszewska
- Lucjan Pietrzczyk
- Jarosław Pięta
- Teresa Piotrowska
- Julia Pitera
- Kazimierz Plocke
- Mirosław Pluta
- Agnieszka Pomaska
- Krystyna Poślednia
- Damian Raczkowski
- Elżbieta Radziszewska
- Grzegorz Raniewicz
- Ireneusz Raś
- Jacek Rostowski
- Halina Rozpondek
- Dorota Rutkowska
- Jakub Rutnicki
- Sławomir Rybicki
- Zbigniew Rynasiewicz
- Marek Rząsa
- Jan Rzymełka[3]
- Wojciech Saługa
- Grzegorz Schetyna
- Krystyna Sibińska
- Henryk Siedlaczek
- Radosław Sikorski
- Krystyna Skowrońska
- Bożena Sławiak
- Waldemar Sługocki
- Tomasz Smolarz
- Lidia Staroń
- Michał Stuligrosz[4]
- Wiesław Suchowiejko
- Paweł Suski
- Miron Sycz
- Michał Szczerba
- Grzegorz Sztolcman
- Jakub Szulc
- Krystyna Szumilas
- Bożena Szydłowska
- Tomasz Szymański
- Iwona Śledzińska-Katarasińska
- Marcin Święcicki
- Piotr Tomański
- Jacek Tomczak
- Cezary Tomczyk
- Tomasz Tomczykiewicz
- Aleksandra Trybuś
- Donald Tusk
- Robert Tyszkiewicz
- Piotr van der Coghen
- Robert Wardzała
- Monika Wielichowska
- Mariusz Sebastian Witczak
- Radosław Witkowski
- Norbert Wojnarowski
- Marek Wojtkowski
- Ewa Wolak
- Marek Wójcik
- Jadwiga Zakrzewska
- Renata Zaremba
- Ryszard Zawadzki
- Bogdan Zdrojewski
- Maciej Zieliński
- Wojciech Ziemniak
- Jerzy Ziętek
- Jacek Żalek
- Stanisław Żmijan
- Ewa Żmuda-Trzebiatowska

### Prawo i Sprawiedliwość
- Adam Abramowicz
- Andrzej Adamczyk
- Waldemar Andzel
- Dorota Arciszewska-Mielewczyk
- Jan Krzysztof Ardanowski
- Iwona Arent
- Marek Ast
- Zbigniew Babalski
- Piotr Babiarz[5]
- Piotr Babinetz
- Barbara Bartuś
- Dariusz Bąk
- Włodzimierz Bernacki
- Andrzej Bętkowski
- Mariusz Błaszczak
- Jacek Bogucki
- Joachim Brudziński
- Barbara Bubula
- Zbigniew Chmielowiec
- Witold Czarnecki
- Arkadiusz Czartoryski
- Edward Czesak
- Andrzej Dera
- Leszek Dobrzyński
- Zbigniew Dolata
- Ludwik Dorn
- Andrzej Duda
- Jan Dziedziczak
- Tadeusz Dziuba
- Jacek Falfus
- Anna Fotyga
- Zbigniew Girzyński
- Szymon Giżyński
- Mieczysław Golba
- Kazimierz Gołojuch
- Małgorzata Gosiewska
- Tomasz Górski
- Artur Górski
- Czesław Hoc
- Adam Hofman
- Józefina Hrynkiewicz
- Michał Jach
- Dawid Jackiewicz
- Jarosław Jagiełło[6]
- Patryk Jaki
- Wiesław Janczyk
- Grzegorz Janik[7]
- Wojciech Jasiński
- Andrzej Jaworski
- Mariusz-Orion Jędrysek
- Krzysztof Jurgiel
- Tomasz Kaczmarek
- Jarosław Kaczyński
- Mariusz Kamiński
- Mariusz Antoni Kamiński
- Beata Kempa
- Izabela Kloc
- Sławomir Kłosowski
- Lech Kołakowski
- Robert Kołakowski
- Henryk Kowalczyk
- Bartosz Kownacki
- Maks Kraczkowski
- Leonard Krasulski
- Elżbieta Kruk
- Marek Kuchciński
- Zbigniew Kuźmiuk
- Adam Kwiatkowski
- Tomasz Latos
- Krzysztof Lipiec
- Adam Lipiński
- Marek Łatas
- Maciej Łopiński
- Marzena Machałek
- Antoni Macierewicz
- Ewa Malik
- Maciej Małecki
- Gabriela Masłowska
- Marcin Mastalerek
- Jerzy Materna
- Grzegorz Matusiak
- Marek Matuszewski
- Beata Mazurek
- Krzysztof Michałkiewicz
- Kazimierz Moskal
- Arkadiusz Mularczyk
- Piotr Naimski
- Maria Nowak
- Marek Opioła
- Jacek Osuch
- Stanisław Ożóg
- Anna Paluch
- Krystyna Pawłowicz
- Stanisław Pięta
- Dariusz Piontkowski
- Stanisław Piotrowicz
- Jerzy Polaczek
- Marek Polak
- Piotr Polak
- Krzysztof Popiołek
- Piotr Pyzik
- Elżbieta Rafalska
- Jerzy Rębek
- Adam Rogacki
- Józef Rojek
- Andrzej Romanek
- Jarosław Rusiecki
- Bogdan Rzońca
- Małgorzata Sadurska
- Jacek Sasin
- Grzegorz Schreiber
- Dariusz Seliga
- Jarosław Sellin
- Edward Siarka
- Andrzej Smirnow[8]
- Anna Sobecka
- Lech Sprawka
- Stefan Strzałkowski
- Marek Suski
- Paweł Szałamacha
- Wojciech Szarama
- Krzysztof Szczerski
- Jolanta Szczypińska
- Piotr Szeliga
- Andrzej Szlachta
- Jerzy Szmit
- Stanisław Szwed
- Beata Szydło
- Jan Szyszko
- Janusz Śniadek
- Jacek Świat
- Bogdan Święczkowski
- Krzysztof Tchórzewski
- Robert Telus
- Ryszard Terlecki
- Grzegorz Tobiszowski
- Jan Tomaszewski
- Jan Warzecha
- Witold Waszczykowski
- Przemysław Wipler
- Jadwiga Wiśniewska
- Elżbieta Witek
- Marcin Witko
- Michał Wojtkiewicz
- Grzegorz Woźniak
- Tadeusz Woźniak
- Marzena Wróbel
- Anna Zalewska
- Sławomir Zawiślak
- Łukasz Zbonikowski
- Jarosław Zieliński
- Jan Ziobro
- Kazimierz Ziobro
- Kosma Złotowski
- Maria Zuba
- Wojciech Zubowski
- Jarosław Żaczek
- Jerzy Żyżyński

### Ruch Palikota
- Maciej Banaszak
- Piotr Bauć
- Robert Biedroń
- Bartłomiej Bodio
- Jerzy Borkowski
- Artur Bramora
- Jan Cedzyński
- Piotr Sylwester Chmielowski
- Artur Dębski
- Marek Domaracki
- Dariusz Dziadzio
- Wincenty Elsner
- Artur Górczyński
- Anna Grodzka
- Michał Kabaciński
- Adam Kępiński
- Krzysztof Kłosowski
- Henryk Kmiecik
- Roman Kotliński
- Łukasz Krupa
- Jacek Kwiatkowski
- Andrzej Lewandowski
- Tomasz Makowski
- Małgorzata Marcinkiewicz
- Maciej Mroczek
- Jacek Najder
- Wanda Nowicka
- Michał Pacholski
- Janusz Palikot
- Wojciech Penkalski
- Andrzej Piątak
- Zofia Popiołek
- Marek Poznański
- Andrzej Rozenek
- Adam Rybakowicz
- Armand Ryfiński
- Paweł Sajak
- Marek Stolarski
- Halina Szymiec-Raczyńska
- Maciej Wydrzyński

### Polskie Stronnictwo Ludowe
- Edmund Borawski
- Krzysztof Borkowski
- Jan Bury
- Jarosław Górczyński
- Eugeniusz Grzeszczak
- Krzysztof Hetman
- Adam Jarubas
- Stanisław Kalemba
- Mieczysław Kasprzak
- Eugeniusz Kłopotek
- Jan Łopata
- Mieczysław Łuczak
- Mirosław Maliszewski
- Krystyna Ozga
- Urszula Pasławska[9]
- Mirosław Pawlak
- Waldemar Pawlak
- Janusz Piechociński
- Józef Racki
- Marek Sawicki
- Zbigniew Sosnowski
- Franciszek Stefaniuk
- Andrzej Sztorc
- Genowefa Tokarska
- Piotr Walkowski
- Piotr Zgorzelski
- Józef Zych
- Stanisław Żelichowski

### Sojusz Lewicy Demokratycznej
- Romuald Ajchler
- Leszek Aleksandrzak
- Marek Balt
- Anna Bańkowska
- Jacek Czerniak
- Eugeniusz Czykwin
- Tomasz Garbowski
- Tadeusz Iwiński
- Dariusz Joński
- Ryszard Kalisz
- Tomasz Kamiński
- Witold Klepacz
- Sławomir Kopyciński
- Krystyna Łybacka
- Zbigniew Matuszczak
- Leszek Miller
- Grzegorz Napieralski
- Cezary Olejniczak
- Artur Ostrowski
- Stanisława Prządka
- Małgorzata Sekuła-Szmajdzińska
- Tadeusz Tomaszewski
- Jerzy Wenderlich
- Bogusław Wontor
- Stanisław Wziątek
- Zbyszek Zaborowski
- Ryszard Zbrzyzny

### Deutsche Minderheit
- Ryszard Galla